# Martussiwka
Martussiwka (ukrainisch Мартусівка; russisch Мартусовка Martussowka) ist ein Dorf in der ukrainischen Oblast Kiew mit etwa 900 Einwohnern (2024).

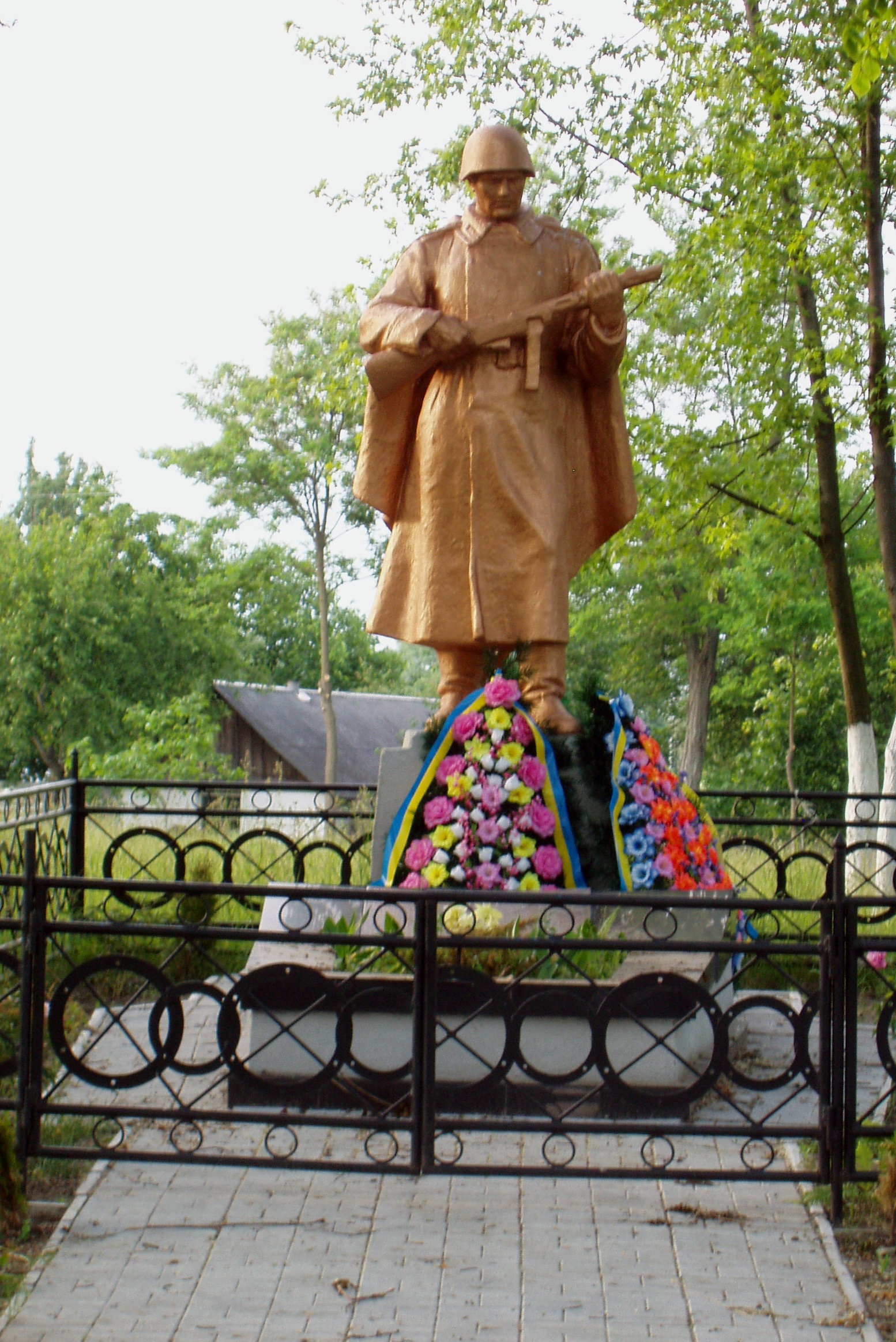
Denkmal im Ort

Das Mitte des 18. Jahrhunderts gegründete Dorf hieß bis 1926 nach den ersten Besitzern aus der Kosakenfamilie Martossy Martus (ukrainisch Мартусь) und liegt 15 km südwestlich vom Rajonzentrum Boryspil an der Territorialstraße T–10–16. Im Nordosten grenzt das Dorf an den Flughafen Kiew-Boryspil, den internationalen Flughafen der ukrainischen Hauptstadt Kiew und im Norden an das Dorf Hora an der Fernstraße M 03.
Am 12. Juni 2020 wurde das Dorf zum Zentrum der neugegründeten Landgemeinde Hora, bis dahin bildete es die gleichnamige Landratsgemeinde Martussiwka (Мартусівська сільська рада/Martussiwska silska rada) im Nordwesten des Rajons Boryspil.